# Vasylivka
Vasylivka (ukrajinsky Василівка; rusky Васильевка – Vasiljevka) je město v Záporožské oblasti na Ukrajině. Leží na jihovýchodním břehu Kachovské přehrady na Dněpru a v roce 2004 v něm žilo zhruba patnáct tisíc obyvatel.
Vasylivka byla založena v roce 1784 a městem je od roku 1957. Jmenuje se podle Vasilije Stěpanoviče Popova, kterému carevna Kateřina II. Veliká svěřila v roce 1788 tuto oblast do správy.
Od počátku ruské invaze na Ukrajinu je město okupováno Ruskou federací.